# Fallout (Computerspiel)
Fallout ist ein Computer-Rollenspiel von Interplay Entertainment aus dem Jahr 1997 und der erste Teil der Fallout-Serie. Die Welt von Fallout zeichnet ein düsteres Zukunftsszenario der Erde des 22. und 23. Jahrhunderts, nachdem im Jahr 2077 ein Atomkrieg weite Teile der Welt zerstört hat. Trotz des ernsten Hintergrundes zeichnet sich das Spiel durch seinen schwarzen Humor, eine offene Spielwelt mit großer Handlungsfreiheit und durch die Verbindung futuristischer Technik mit der amerikanischen Alltagskultur der 1950er-Jahre aus.

## Handlung
Fallout spielt in einer postapokalyptischen Dystopie in der Zukunft. Nahezu die komplette Erde wurde durch einen Atomkrieg im Jahr 2077 verwüstet und die Wenigen, die nicht sofort verbrannten oder den Strahlentod starben, mussten in einer lebensfeindlichen und todbringenden Welt überleben. Weite Teile des Planeten wandelten sich in Ödland, und der (namensgebende) Fallout verteilte die Radioaktivität auf der Erde. Die Überlebenden suchten Unterkunft in den Ruinen oder bauten kleine Siedlungen aus Schrott.
Einige tausend Menschen hatten während des Atomkriegs in einem Verbund von Bunkern, den sogenannten Vaults, Schutz und Zuflucht gefunden. Als die ersten Bomben fielen, schlossen sich die Bunkertüren und trennten die Bunkerbewohner vom Rest der Welt. Sie lebten isoliert und geschützt vor den Widrigkeiten der kontaminierten Umwelt. Im Jahr 2161 fiel in einem Bunker, Vault 13, ein Computersystem aus, das sich aus eigener Kraft nicht mehr reparieren ließ. Ein defekter Steuerchip für die Wasseraufbereitungsanlage gefährdete das Überleben der Bunkerbewohner. Daher schickten sie einen der Bewohner in die inzwischen fremd gewordene Außenwelt. Diese Person ist der Protagonist der Geschichte, der vom Spieler gesteuert wird. Ziel ist es, einen neuen Wasserreinigungschip aufzutreiben und Informationen über die Außenwelt zu sammeln.

## Spielprinzip

### Allgemein
Als erstes hat der Spieler die Möglichkeit, seine Spielfigur seinen Wünschen anzupassen und einen eigenen Helden zu generieren. Alternativ kann ein bereits vorgefertigter Held ausgewählt werden. Es entsteht eine Zwickmühle, da das Spiel sowohl Kämpfe als auch geschicktes Handeln fordert und man nicht auf beiden Gebieten perfekt sein kann. Ist das erledigt, findet sich der Spieler vor den Toren des Bunkers wieder. Obwohl die Spielperspektive häufig als isometrisch bezeichnet wird, wird das Spielgeschehen tatsächlich aus der Kavalierperspektive dargestellt.
Auf der Suche nach einem Ausgang der Höhle, in der der Bunkereingang liegt, trifft der Spieler auch auf die ersten Gegner und das Spiel wechselt in den rundenbasierten Kampfmodus. Durch den Kampf, aber auch durch das Lösen von Rätseln und Aufgaben, erhält die Spielfigur schließlich Erfahrungspunkte, die ab einer bestimmten Menge einen Stufenanstieg ermöglichen und so die Möglichkeit geben, die Spielfigur in ihren Fähigkeiten zu verbessern. Im Laufe des Spiels wird der Spieler mit zahlreichen anderen Charakteren konfrontiert, die er nicht nur bekämpfen muss. Viele sind ihm auch (mehr oder weniger) freundlich gesinnt und handeln mit ihm, erteilen ihm Aufträge oder liefern ihm wichtige Informationen. Einige spezielle Charaktere schließen sich u. U. dem Spieler an und unterstützen ihn in den Kämpfen.

### Rollenspielsystem
Nachdem ursprünglich das Rollenspielregelwerk GURPS als Grundlage dienen sollte, wurde nach Lizenzstreitigkeiten ein eigenes System entwickelt, das auf drei zentralen Arten von Charaktereigenschaften basiert:
- Die Spielfigur besitzt sieben Attribute: Das S.P.E.C.I.A.L.-Attributssystem, ein englisches Akronym, welches für die Attribute Strength (Stärke), Perception (Wahrnehmung), Endurance (Ausdauer), Charisma, Intelligence (Intelligenz), Agility (Beweglichkeit), und Luck (Glück) steht. Diese Attribute modifizieren zahlreiche Aspekte des Gameplays. So kann ein Spieler, der eine hohe Stärke besitzt, wesentlich mehr Items mit sich tragen als ein Spieler mit geringerer Stärke, eine hohe Beweglichkeit resultiert in mehr Aktionspunkten pro Kampfrunde. Die Attribute bleiben prinzipiell das ganze Spiel über gleich, eventuell ergibt sich im Spielverlauf jedoch die Möglichkeit zur Verbesserung. Auch können Merkmale (s. u.) die Attribute unter Umständen modifizieren.
- Der zweite große Aspekt des Systems sind die Talente des Spielers, sie bestimmen wie gut (oder wie schlecht) die Spielfigur bestimmte Tätigkeiten ausführen kann. Zur Auswahl stehen verschiedene Waffentalente, aber auch Fähigkeiten wie das Öffnen von Schlössern, das Verhandeln oder das Stehlen finden sich darunter.
- Als dritter Punkt existieren einige spezielle Merkmale der Spielfigur, die den Charakter genauer beschreiben und weitere Möglichkeiten zur Spezialisierung bieten. So erhält eine Spielfigur, die „Begabt“ als Merkmal gewählt hat, einen Punkt pro Attribut zusätzlich, allerdings dürfen dann auch pro Stufenanstieg weniger Talente gesteigert werden. Bei der Generierung dürfen nur zwei Merkmale gewählt werden. Nach jeweils drei Stufenaufstiegen wird ein zusätzliches Merkmal gewählt. Haben die bei der Generierung wählbaren Merkmale noch je einen Vorteil und einen Nachteil, ist dies bei den im Spielverlauf wählbaren Merkmalen nicht mehr der Fall und es stehen nur noch rein positive Merkmale zur Wahl. So kann z. B. ein Charakter mit hoher Wahrnehmung und gutem Waffen-Skill u. a. ‚Scharfschütze‘ wählen und verursacht fortan mit Schusswaffen mehr Schaden, er kann aber kein 'Meisterhändler' werden, da ihm dazu Charisma fehlt.

Kampfsystem
Das Kampfsystem in Fallout ist ausschließlich rundenbasiert. Die Spielfigur besitzt entsprechend ihrer Eigenschaften eine bestimmte Anzahl an Aktionspunkten, die für verschiedene Tätigkeiten wie das Angreifen, die Fortbewegung oder den Einsatz von Talenten eingesetzt werden können. Wird die Runde des Spielers beendet, obwohl noch Aktionspunkte vorhanden sind, werden diese auf den Rüstungswert der Spielfigur addiert. Im eigentlichen Kampf bestimmt das zur verwendeten Waffe zugehörige Talent die Trefferwahrscheinlichkeit, wobei der gezielte Schuss auf eine bestimmte Körperpartie, z. B. den Kopf, die Wahrscheinlichkeit weiter verringert. Dieser Nachteil wird aber durch einen erhöhten Schaden und eine höhere Chance auf kritische Treffer ausgeglichen. Auch ist es so möglich, dem Gegner gezielt Verletzungen zuzufügen. Ein Widersacher, der aufgrund eines kritischen Treffers am Kopf ‚verstümmelt‘ ist, stellt kaum noch eine Gefahr dar, da er so gut wie nicht mehr in der Lage ist, den Spieler zu treffen. Natürlich kann die Spielfigur selbst ebenfalls derartige Verletzungen erleiden, die aber durch Einsatz eines Talentes, die Einnahme eines Stimpacks oder den Besuch eines Arztes geheilt werden können. Das Spiel bietet weiterhin eine Vielzahl an Waffen und Gegenständen an. Die Auswahl reicht dabei von einfachen Schlagringen über Maschinenpistolen zu Flammenwerfern und hochmodernen Plasmagewehren, wobei viele Waffen real existierenden Modellen nachempfunden sind.
Medikamente und Drogen
In der Welt von Fallout existieren eine Vielzahl von Medikamenten und Drogen, die alle einen bestimmten Nutzen haben. Das Medikament Rad-Away beispielsweise ermöglicht den Abbau von Strahlung im eigenen Körper. Hält sich die Spielfigur längere Zeit in einem kontaminierten Gebiet auf, so wird sie – in Abhängigkeit von ihrer Resistenz gegen Strahlung – früher oder später verstrahlt werden, was zu einem schnellen Ende des Heldenlebens führen kann. Die wohl am häufigsten verwendeten Medikamente sind Stimpacks, die verlorene Lebenspunkte wieder auffrischen – kaum ein Spieler wird ohne ausreichenden Vorrat an Stimpacks eine gefährliche Gegend betreten. Neben den Medikamenten gibt es noch spezielle Drogen, die für kurze Zeit die Attribute der Spielfigur erhöhen, oft aber auch negative Begleiterscheinungen haben. Bei übermäßigem Gebrauch von Drogen, aber auch bestimmten Medikamenten, kann die Spielfigur von der verwendeten Substanz abhängig werden. Nimmt er die betreffende Substanz nicht regelmäßig ein, leidet er unter Entzugserscheinungen und erleidet Abzüge bei seinen Eigenschaften.

## Entwicklung

### Allgemein
Fallout ist das Resultat der anhaltenden Bemühungen Brian Fargos, einen Nachfolger zu Interplays postapokalyptischem Rollenspiel Wasteland (1987) zu entwickeln. Da er sich mit Rechteinhaber Electronic Arts jedoch nicht einig werden konnte, führte dies schließlich zu dem Entschluss, ein neues Rollenspiel in einem ähnlichen Szenario zu entwickeln. (2012 gelang es Fargo letztlich doch noch, Wasteland 2 zu produzieren.)
Die Entwicklung von Fallout verlief keineswegs geradlinig und problemlos. Mehrfach stand das Projekt vor dem Abbruch. Das Konzept des Spiels und der Spielwelt durchliefen mehrere Änderungsphasen. Erste Überlegungen drehten sich um ein Spiel im D&D-Universum, das jedoch bald wieder verworfen wurde. Ein weiteres Konzept sah eine Zeitreise vor, in der der Spieler den Urmenschen tötet und auf seiner Rückreise durch die Zeit in einem Alternativszenario unserer Erde landet, in der intelligente Dinosaurier den Planeten beherrschen. Nach einem dritten Konzept wurde die gesamte Erde mit Ausnahme einer Stadt von Aliens erobert und der Spieler sollte ausgehend von diesem letzten Rückzugsort einen Gegenschlag gegen die Invasoren ausführen. Ausgehend von diesem Konzept entstand letztlich das finale Szenario vor dem Hintergrund eines vernichtenden Atomkrieges.
Erstmals akut vom Abbruch bedroht wurde das Projekt, als Interplay die D&D-Lizenzen für die Kampagnenwelten Vergessene Reiche und Planescape erwarb. Projektleiter Tim Cain erbat bei Interplay-Chef Brian Fargo jedoch erfolgreich die Fortführung des Projektes. Als Interplay die GURPS-Lizenz verlor, da das Spiel nach Ansicht des GURPS-Erfinders Steve Jackson zu gewalthaltig war und er außerdem nicht mit dem Art Design einverstanden war, drohte abermals die vorzeitige Einstellung. Das Team erhielt lediglich zwei Wochen Zeit, um das gesamte Charakter- und Kampfsystem auszutauschen. Als Konsequenz daraus entstand das serientypische S.P.E.C.I.A.L.-System. Gefährdet war weiterhin die Veröffentlichung in Europa. Mehrere Altersfreigabe-Institute verwehrten die Freigabe des Spiels, da es die Möglichkeit bot, Kinder zu töten. Da keine Zeit zur Überarbeitung des Spiels blieb, wurden in der europäischen Fassung kurzerhand alle kindlichen Spielfiguren aus dem Spiel gelöscht, allerdings blieben dabei zahlreiche Referenzen auf die nicht mehr vorhandenen Kinder erhalten.
Als ursprünglicher Titel des Spiels war von den Entwicklern Vault 13 vorgesehen. Dieser wurde jedoch von der Marketingabteilung des Publishers zurückgewiesen, da er zu wenig Aussagekraft bezüglich des Spielinhalts habe. Nach einem Testwochenende schlug Firmenchef Fargo schließlich Fallout als Namen des Spiels vor. Das Entwicklungsbudget betrug drei Millionen US-Dollar.

### Stilistische Einflüsse
Fallout wird häufig als inoffizieller Nachfolger des Computerspiels Wasteland bezeichnet, das von Interplay im Jahr 1987 für den Apple II, Commodore 64 und MS-DOS entwickelt und über Electronic Arts veröffentlicht wurde. Nicht zuletzt aus Lizenzgründen wurde dies von offizieller Seite jedoch stets bestritten. Dennoch finden sich an einigen Stellen wiederkehrende Elemente aus Wasteland, wie zum Beispiel der Charakter Fat Freddy.
Im Spiel werden zahlreiche Elemente der amerikanischen Alltagskultur der 1950er-Jahre aufgegriffen. Die atmosphärische Darstellung des post-apokalyptischen Kataklysmus erinnert zunächst stark an den Film A Boy and His Dog – In der Gewalt der Unterirdischen aus dem Jahr 1975. Der Hund und Gefährte des Hauptcharakters in Fallout heißt Dogmeat, dessen Name sich ebenfalls aus diesem Film ableitet, gleichzeitig jedoch an den tierischen Begleiter der Filmfigur Mad Max in Mad Max II – Der Vollstrecker angelehnt ist. Der Film übte ebenfalls einen großen Einfluss auf das Design des Spiels aus.
Daneben finden sich viele Anspielungen auf Filme und TV-Serien wie Doctor Who, WarGames – Kriegsspiele, Godzilla oder die Komödien von Monty Python.

### Musik
Ursprünglich hatten die Entwickler das Lied I Don't Want to Set the World on Fire der Gesangsgruppe The Ink Spots als Titellied des Spiels vorgesehen. Eine Lizenzierung kam jedoch nicht zustande, stattdessen wählte Interplay das Lied Maybe derselben Gruppe. Die Begleitmusik stammt von dem amerikanischen Komponisten Mark Morgan.

### Sprecher
Interplay verpflichtete bekannte Schauspieler für die englische Synchronisation des Spiels.
| Rolle      | Deutscher Sprecher | Englischer Sprecher   |
| ---------- | ------------------ | --------------------- |
| Erzähler   |                    | Ron Perlman           |
| Killian    |                    | Richard Dean Anderson |
| Aradesh    |                    | Tony Shalhoub         |
| Harry      |                    | Brad Garrett          |
| Vree       |                    | CCH Pounder           |
| Morpheus   |                    | David Warner          |
| Decker     |                    | Keith David           |
| Cabot      |                    | Richard Moll          |
| Lieutenant |                    | Tony Jay              |
| Meister    |                    | Jim Cummings          |

## Rezeption
Fallout wurde von Presse und Zeitschriften positiv aufgenommen (Metacritic: 89 %). Lobend hervorgehoben wurde die fesselnde Handlung und das Ambiente des Spiels, sowie die in den Kämpfen herausfordernd agierende Künstliche Intelligenz. Bemängelt wurden hingegen Logikfehler der Handlung, insbesondere in der Dialogführung, und das deutlich sichtbare Hexfeld-Design.
Fallout wurde mehrfach als Rollenspiel des Jahres 1997 ausgezeichnet, u. a. von GameSpot, Gamesmania und dem Spielemagazin Computer Gaming World. Es wurde zudem auch in Folge wiederholt von vielen Spielemagazinen wie IGN, GameSpy, Gamespot, PC Gamer, PC Zone und Computer Gaming World zu den bedeutendsten Spielen gerechnet. In einer Umfrage unter professionellen Lesern des Branchenmagazins Gamasutra vom September 2006 wurde das Spiel auf den ersten Platz der Quantum Leap Awards (deutsch: Quantensprung) gewählt, als eines von fünf Spielen, das das Rollenspiel-Genre am meisten vorangebracht hätte. 2011 wurde Fallout nach einer öffentlichen Abstimmung zu den 80 Spielen gewählt, die das Smithsonian American Art Museum in seiner Ausstellung The Art of Video Games präsentierte. Es steht darin stellvertretend für die künstlerische Gestaltung von Spielen der frühen Windows-Periode.
Großer Beliebtheit bei den Spielern erfreute sich vor allem der tierische Begleiter Dogmeat. Er erhielt daher einen Gastauftritt in Fallout 2 und wurde auch nach der Übernahme des Franchises durch Bethesda Softworks in Fallout 3 und Fallout 4 integriert, im separaten Ableger Fallout: New Vegas von Obsidian Entertainment findet sich mit dem Cyber-Hund Rex ein ähnlicher Begleiter. Darüber hinaus wurde er in den Spielen Arcanum: Von Dampfmaschinen und Magie und The Bard’s Tale (inXile, 2004) zitiert.

## Verfilmung
Der Florida-State-University-Student Zack Finfrock produziert und dreht seit 2011 eine Webserie zum Spiel. Fallout: Nuka Break läuft seit Januar 2011 auf YouTube und der VT-Film-Website.
Im Januar 2013 stellte Bethesda einen Markenantrag beim United States Patent and Trademark Office für eine Science-Fiction-TV-Serie. Laut Bethesda Software wird es kein Spielfilm, sondern eine Fernsehserie in einer post-apokalyptischen Welt nach einer Nuklearkatastrophe. Im Jahr 2020 wurde eine Serienproduktion offiziell von Amazon Studios für Prime Video bestätigt. Die 8-teilige Fallout-Serie ist am 10. April 2024 veröffentlicht worden.